# Voyage au centre de la Terre 2 : L’Île mystérieuse
Pour les articles homonymes, voir Voyage au centre de la Terre (homonymie).
Série
Voyage au centre de la Terre
(2008)
Pour plus de détails, voir Fiche technique et Distribution.
Voyage au centre de la Terre 2 : L’Île mystérieuse ou Le 2e Voyage : L’Île mystérieuse au Québec (Journey 2: The Mysterious Island) est un film d'aventure fantastique américain réalisé par Brad Peyton, sorti en 2012.
Il s'agit de la suite du film Voyage au centre de la Terre sorti en 2008, inspiré de l'œuvre éponyme de Jules Verne. Ce second volet s'inspire cette fois de L’Île mystérieuse, du même auteur.

## Synopsis
Quatre ans après son voyage au centre de la Terre, Sean (Josh Hutcherson), garçon difficile, capte un mystérieux signal envoyé par son grand-père Alexander Anderson (Michael Caine), disparu depuis plusieurs années. Avec l'aide de son beau-père, Hank Parson (Dwayne Johnson), Sean parvient à décrypter le message ce qui lui permet de découvrir la position exacte de l'Île mystérieuse décrite par Jules Verne dans son roman. Sean annonce alors son intention de partir aux Palaos pour rechercher l'île. Son beau-père, qui ne croit pas à cette histoire d'île, décide néanmoins de saisir l'occasion de ce voyage pour se rapprocher de son beau-fils. Arrivés aux Palaos, Hank et Sean recrutent le pilote d'hélicoptère Gabato (Luis Guzmán) et sa fille Kailani (Vanessa Hudgens) pour les conduire à l'emplacement supposé de l'île, une région balayée par d'incessantes tempêtes et où aucun autre habitant des Palaos n'ose s'aventurer.

## Carte de l'île
Le message codé reçu par Sean contient des énigmes invitant à superposer les cartes de trois îles différentes, apparaissant dans trois romans différents, de trois auteurs différents, afin d'obtenir la carte de l'île sur laquelle se trouve son grand-père :
- L’île Lincoln dans L’Île mystérieuse de Jules Verne ;
- L'île apparaissant dans L'Île au trésor de Robert Louis Stevenson ;
- L’île de Lilliput des Voyages de Gulliver de Jonathan Swift ;

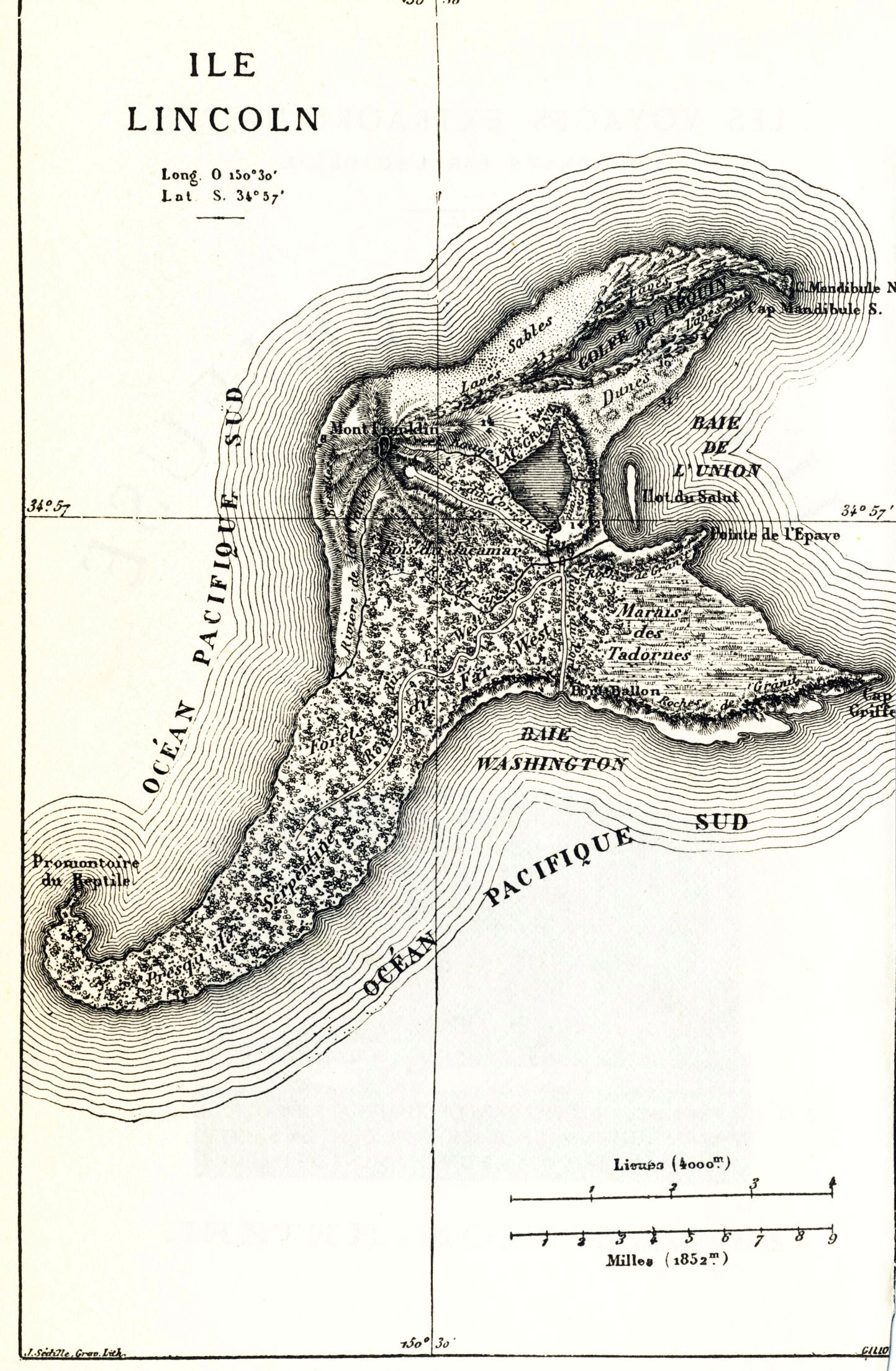
Carte de L’Île mystérieuse
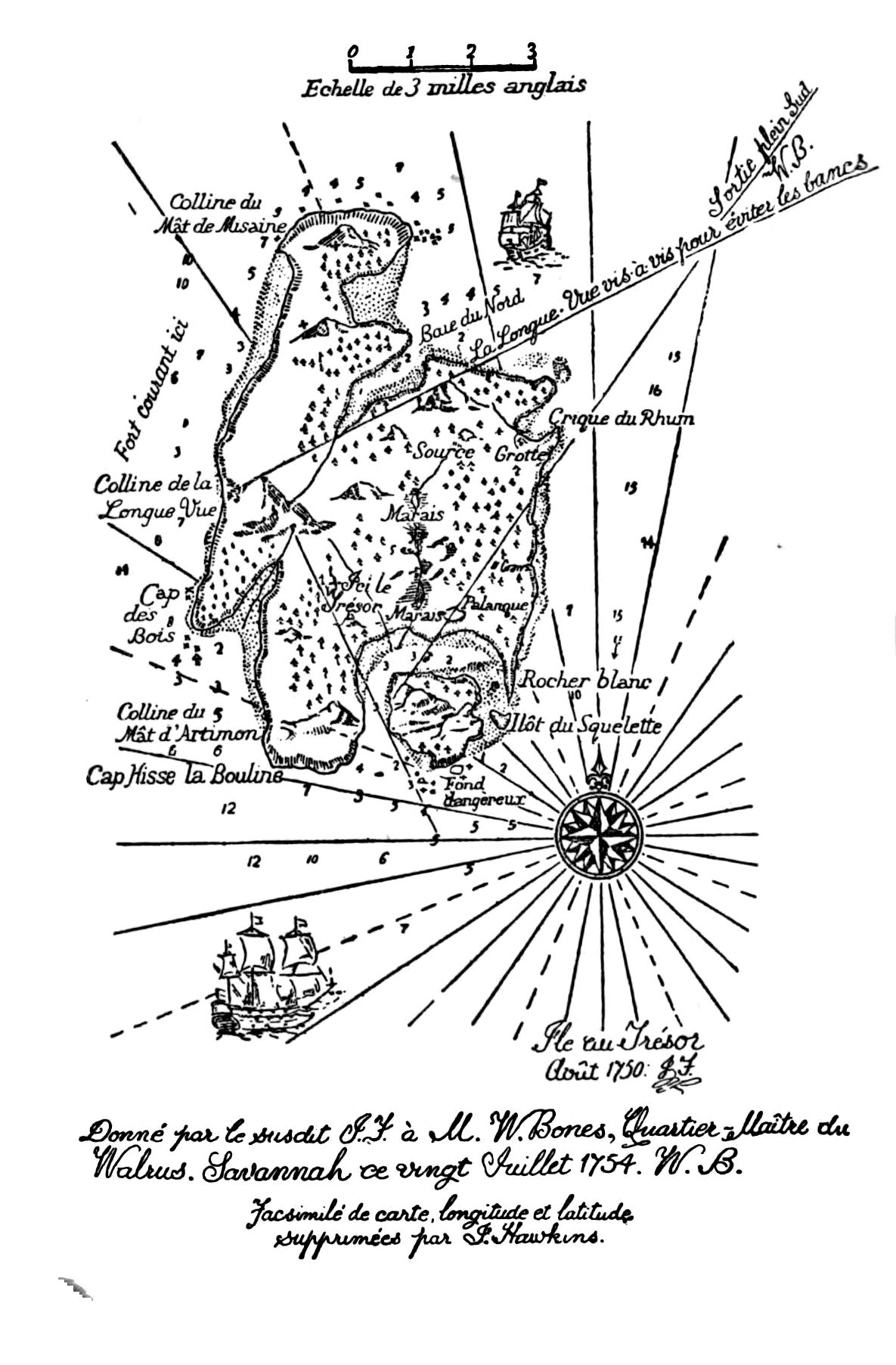
Carte de L’Île au trésor
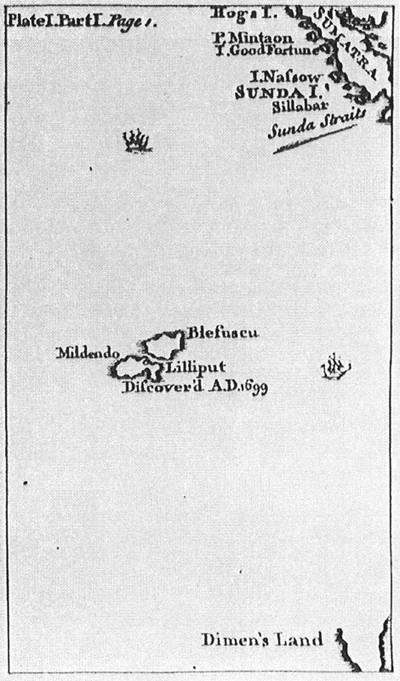
Carte de Lilliput

## Fiche technique
- Titre original : Journey 2 : The Mysterious Island
- Titre français : Voyage au centre de la Terre 2 : L'Île mystérieuse
- Titre québécois : Le 2e Voyage : L’Île mystérieuse
- Réalisation : Brad Peyton
- Scénario : Brian Gunn et Mark Gunn, d'après l'œuvre éponyme Voyage au centre de la Terre de Jules Verne
- Direction artistique : Bruce Robert Hill
- Décors : Bill Boes
- Costumes : Denise Wingate
- Photographie : David Tattersall
- Montage : David Rennie
- Musique : Andrew Lockington
- Production : Beau Flynn, Charlotte Huggins et Tripp Vinson
- Sociétés de production : New Line Cinema, Walden Media et Contrafilm
- Société de distribution : Warner Bros. Pictures
- Pays d'origine : États-Unis
- Langue originale : anglais
- Format : couleur - 1.85 : 1 - 35 mm - DTS
- Genre : Aventure et fantastique
- Budget : 110 000 000 $
- Durée : 95 minutes
- Dates de sortie : 
  - Canada et États-Unis : 10 février 2012
  - Belgique et France : 15 février 2012

## Distribution

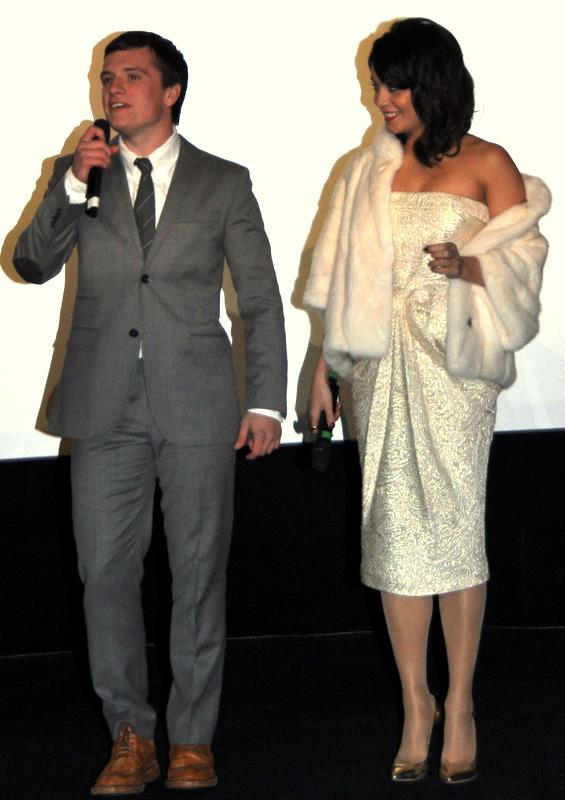
Josh Hutcherson et Vanessa Hudgens à l'avant-première française du film.

- Dwayne Johnson (VF : Guillaume Orsat ; VQ : Benoit Rousseau)[1] : Hank Parsons
- Josh Hutcherson (VF : Alexandre Nguyen ; VQ : Xavier Dolan) : Sean Anderson
- Vanessa Hudgens (VF : Adeline Chetail ; VQ : Kim Jalabert) : Kailani
- Michael Caine (VF : Frédéric Cerdal ; VQ : Vincent Davy) : Alexander Anderson
- Kristin Davis (VF : Elisabeth Fargeot ; VQ : Viviane Pacal) : Élizabeth Anderson
- Luis Guzmán (VF : Bruno Rozenker ; VQ : Manuel Tadros) : Gabato

## Production
L'acteur principal du premier volet, Brendan Fraser, a refusé de jouer dans ce nouveau film, déclarant qu'il n'était pas d'accord avec le changement de réalisateur.
Le rôle de la mère de Sean, Élizabeth Anderson, est joué par Kristin Davis dans ce film, et était tenu par Jane Wheeler dans le premier.
Les martinets épineux mentionnés dans la version française et la version originale (white-throated needletail) sont, en fait, des guêpiers.

## Box-Office
| Pays                     | Box-office        |
| Box-office Monde         | 335 260 290       |
| Box-office International | 231 400 000       |
| Box-office États-Unis    | 103 860 290       |
| Box-office France        | 1 303 369 entrées |

- Budget du film : 79 000 000 $
- Source : Box-Office Mojo / AlloCiné

## Erreurs et incohérences
Les araignées ne tissent pas leurs toiles en fonction des points cardinaux, il est par conséquent impossible de s'orienter grâce à elles.
Les coordonnées montrées sur la carte de l'île indiquent qu'elle se situerait dans l'hémisphère sud,  alors qu'il est ensuite montré sur un globe terrestre qu'elle se situe dans l'hémisphère nord.